# Sphaerodothis consociata
Sphaerodothis consociata är en svampart som beskrevs av Chardón 1934. Sphaerodothis consociata ingår i släktet Sphaerodothis och familjen Phyllachoraceae.   Inga underarter finns listade i Catalogue of Life.